# 大祭司 (古罗马)
大祭司，或称为最高祭司（拉丁語：Pontifex Maximus），為古罗马祭司團的最高阶祭司。这是古罗马宗教中最为重要的职位，原先只允许罗马贵族担任，直到公元前254年才出现第一位平民出身的大祭司。在罗马共和国早期是严格意义上的宗教职位，后来逐渐地政治化，直到奥古斯都将其职归入帝位。此稱號最后一次被用于帝王的情况出现在格拉提安（375年-383年在位）的铭文中，但是他后来决定从自己的头衔中略去“大祭司”一词。
“pontifex”一词后来成为用于描述基督教的主教，其中也包括罗马主教、即教宗，而“大祭司”也在天主教会内被用来指代教宗，表明其做為首席主教的地位。作为教宗的头衔，其正式名称为：普世教會最高教長（拉丁語：Summus Pontifex）。

## 词源

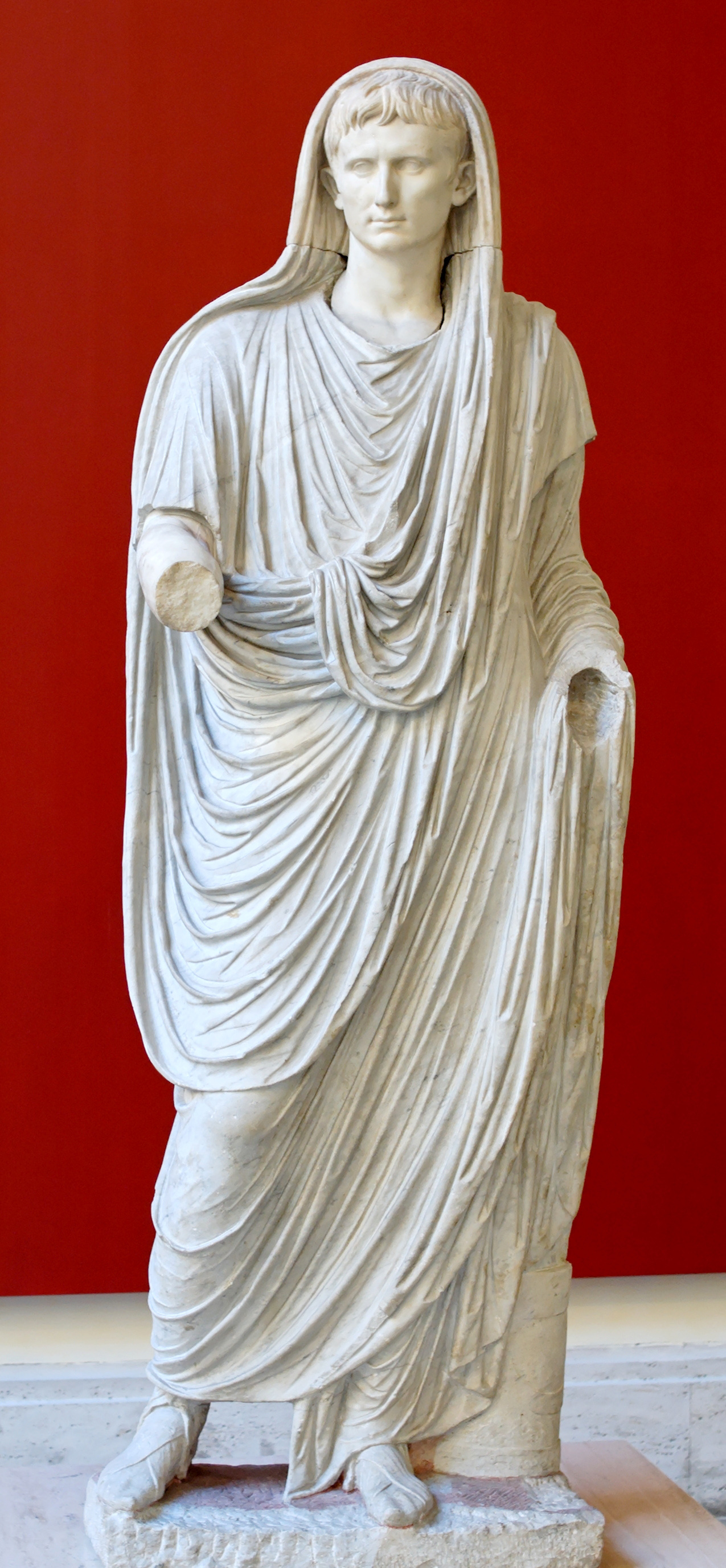
Labicana路的大祭司奥古斯都雕像)

根据通常的翻译，“pontifex”一词字面上的意思是“造桥者”（拉丁文“pons”与“facere”）；“maximus”字面上的意思就是“最大的”。这可能最初是源于实际的情况：造桥者的职位在罗马具有相当的重要性，罗马主要的桥梁都建在在神圣的台伯河（同时也被看成是一位神祇，Tiberinus），只有备受尊重的宗教权威才有神圣的资格用人造机械物体“打扰”它。但是词语也具有象征意义：他们是搭起凡人与神之间桥梁的人。
另一种看法是“pontifex”意为“为路上做准备者”，源于伊特拉斯坎语的“pont”，意为“路”。还有一种少数派的观点认为此词是伊特拉斯坎语中近音的“祭司”一词的变体，两者在词源上并无联系。